# Crise sanitaire de Flint

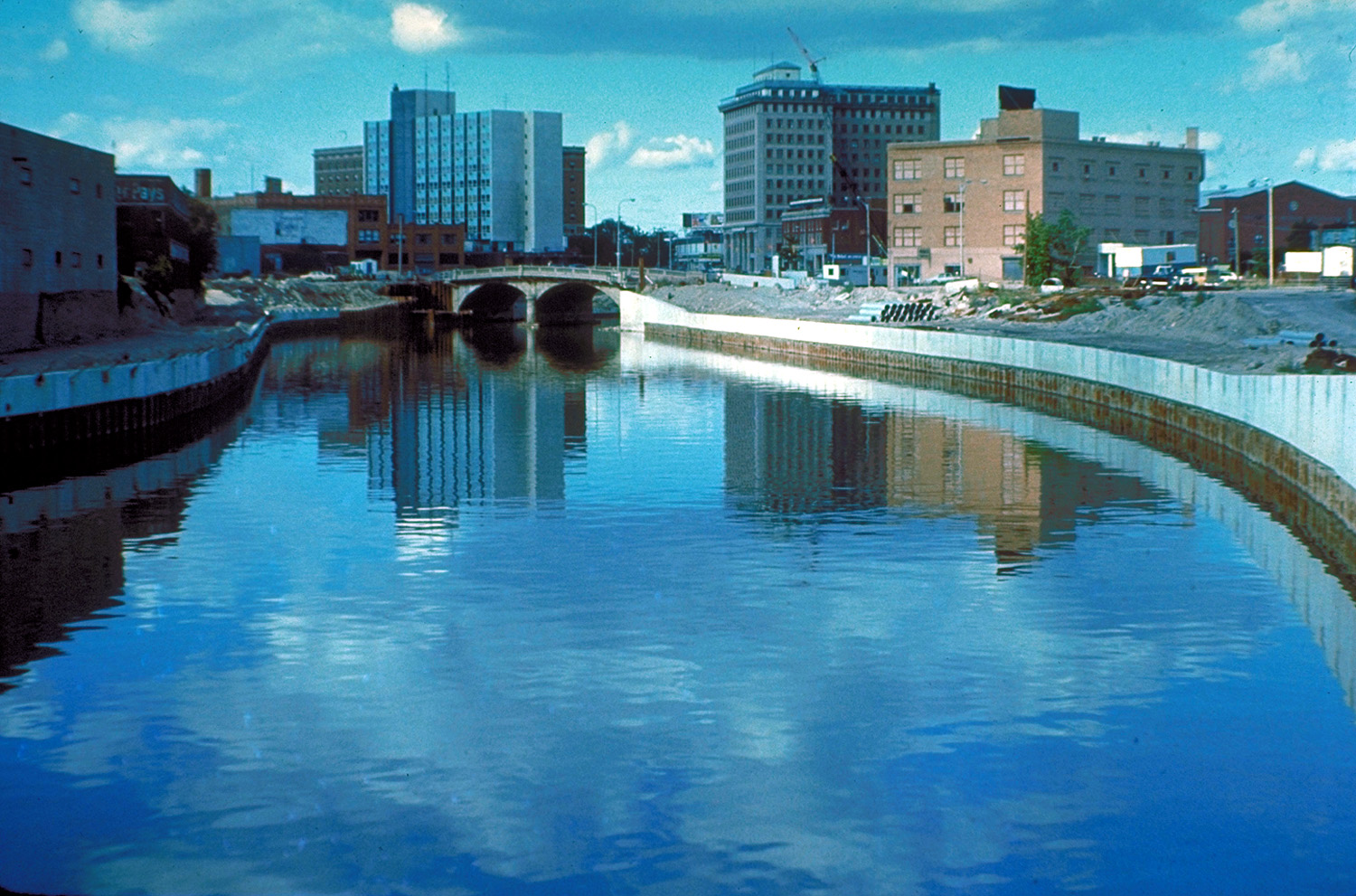
La rivière Flint dans le centre-ville de Flint.

La crise sanitaire de Flint est une crise sanitaire liée à la contamination au plomb de l'eau potable, depuis 2014, à Flint dans le Michigan, aux États-Unis,. Elle a entraîné la restructuration et la mise sous tutelle de la municipalité,,.

## Déroulement
En 2014, le gouverneur du Michigan, Rick Snyder (parti républicain), décide de changer la source d'approvisionnement de la ville en eau par mesure d'économie,. Alors que la ville achetait précédemment son eau aux services des eaux de la ville de Détroit (une eau en provenance du lac Huron et de la rivière Détroit), l'eau de la ville est désormais puisée dans la rivière Flint. Il en résulte une forte contamination au plomb, créant une crise sanitaire  grave. La contamination a pour cause les vieilles canalisations d'eau qui contiennent du plomb : elles ont été corrodées par l'eau acide et polluée de la rivière Flint, qui n'a pas subi de traitement inhibiteur de corrosion approprié pour empêcher ce phénomène,.
En novembre 2015, plusieurs familles déposent un recours collectif au niveau fédéral contre le gouverneur du Michigan, Rick Snyder, certains responsables locaux et des fonctionnaires de l'État. D'autres poursuites judiciaires suivent.
En janvier 2016, la ville est déclarée en état d'urgence par le gouverneur. Le président des États-Unis Barack Obama corrobore cette décision au niveau fédéral, ce qui permet de débloquer des fonds de la Federal Emergency Management Agency (FEMA) et du département de la Sécurité intérieure des États-Unis.
Devant l'importance de la crise sanitaire, le gouverneur présente des excuses publiques en décembre 2015 et en janvier 2016, et plusieurs responsables démissionnent,,,.
En avril 2020, le magazine Vice News révèle qu'il détient des documents qui tendent à prouver que l’ancien gouverneur du Michigan Rick Snyder a cherché à corrompre des témoins en leur proposant de payer leurs soins médicaux, qu'il a également cherché à cacher la contamination au plomb plutôt qu'à y remédier dès qu'il en a eu connaissance et qu'enfin, lorsque le scandale a éclaté, il a tenté de minimiser ses responsabilités. Parmi les sources documentaires à disposition du magazine, il est fait état de diverses transcriptions d'entretiens réalisés par les enquêteurs en charge de l'investigation officielle - dont celle d'un entretien avec Richard Baird - l'homme de confiance du gouverneur Snyder entre 2013 et 2018,.
Début 2020, la municipalité de Flint annonce que les travaux de remplacement des canalisations et tuyauteries seront achevés en juillet 2020,,, soit plus de 6 ans après le début de la crise, et plus de 4 ans après la déclaration de l'état d'urgence à Flint.

## Aspects techniques
D'après Le Monde, 

« l’eau acide et polluée de la rivière locale, préférée à l’eau pure du lac Huron voisin, a rongé les conduites du réseau de distribution, exposant les habitants au saturnisme. »

— Le Monde

## Décision judiciaires et indemnisations
En 2021, un accord négocié pendant dix-huit mois prévoit le dédommagement des victimes à hauteur de 626 millions de dollars par l’État du Michigan.